# Arroyo Grande (Castilblanco)
El Arroyo Grande es un arroyo afluente del río Guadiana que transcurre por las provincias españolas de Cáceres y Badajoz, con una orientación norte-sur. Nace en el entorno de la sierra de la Mimbrera, en el término municipal de Alía (Cáceres), y desemboca en la margen derecha del río Guadiana a unos quince kilómetros corriente abajo de la presa de Cíjara, a la altura del embalse de García de Sola en el término municipal de Castilblanco (Badajoz). Tiene una longitud de 19 kilómetros, la mayor parte de los cuales transcurren por el término de Castilblanco.

## Hidronimia
No existe certeza absoluta sobre el origen del nombre del Arroyo Grande, pero es probable que se deba al hecho de que este es el arroyo más largo y caudaloso del término municipal de Castilblanco, por el que transcurre la mayor parte de su recorrido: aproximadamente 18 de los 19 kilómetros totales de longitud. La primera referencia escrita que se conserva procede de las Relaciones topográficas de Felipe II realizadas en el año 1576:

[...] en la Dehesa Boyal [está] un Arroyo Grande donde ay una dozena de molinos de vezinos desta villa en que se muele en tiempo de ynvierno.

La referencia a la existencia de artefactos para la molienda del trigo en el Arroyo Grande parece corroborar la hipótesis de que este era un arroyo especialmente caudaloso ya en el siglo XVI, pues solo se menciona la existencia de molinos en este arroyo y en los dos ríos que delimitaban el término municipal: el Guadalupejo y el Guadiana.

## Curso

### Curso alto
El Arroyo Grande nace en el entorno de la sierra de la Mimbrera, en el término municipal de Alía (Cáceres), a 595 m s. n. m. Con una orientación norte-sur, solo transcurre alrededor de un kilómetro por territorio de Alía hasta entrar en el término municipal de Castilblanco. El curso alto del arroyo transcurre a lo largo de un valle formado entre rañas como las de Dos Hermanas y la raña Chanos. Se dispone de forma paralela al recorrido de la Cañada Real Leonesa Oriental y el camino de Talavera de la Reina. 

### Curso medio
Una vez abandona la zona de rañas, el arroyo entra en terreno de penillanura y dehesas y pasa por debajo de la carretera nacional N-502 a la altura del kilómetro 213. Este es el tramo más cercano al núcleo de población de Castilblanco, del que lo separan tan solo uno 700 metros. Cruza los caminos de Anchuras, de la Raña de los Lobos, del Guadarranque y de Villarta de los Montes, antes de volver a cruzar la carretera N-502 en el kilómetro 219. 

### Curso bajo
El curso bajo del arroyo transcurre entre la Dehesa Boyal y el pico de la Carrascosa (479 metros), paralelamente al camino del Vado de los Cántaros. Desemboca en la margen derecha del río Guadiana a unos quince kilómetros corriente abajo de la presa de Cíjara, en las aguas que constituyen el embalse de García de Sola. 

## Régimen hidrológico
Comparativamente con otros arroyos de su entorno, el Arroyo Grande presenta un caudal importante, aunque oscilante a lo largo del año. En el mes de febrero se ha registrado un caudal en la parte final de su curso medio de 0,024 m³/s, que se reduce a 0,016 m³/s en el mes de mayo. Con estos resultados, la Confederación Hidrográfica del Guadiana califica el régimen hidrológico del Arroyo Grande como «muy bueno». No obstante, en los meses de verano, el arroyo se seca por completo.

## Ecología
Según la Confederación Hidrográfica del Guadiana, el Arroyo Grande presenta unos indicadores físico-químicos muy buenos, tanto en lo relativo a condiciones de oxigenación como a la presencia de nutrientes. No obstante, la variedad biológica es reducida. La presencia de diatomeas y macroinvertebrados revela un buen diagnóstico, pero el índice de integridad biótica es muy bajo, lo que lleva a la Confederación a calificar el estado ecológico del arroyo como «malo».